# Friedrich Bayer

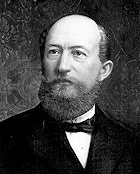
Friedrich Bayer.

Friedrich Bayer, född 6 juni 1825 i Barmen-Wichlinghausen (idag i Wuppertal), död 6 maj 1880 i Würzburg, grundare av Bayer AG
Friedrich Bayer tillsammans med färgarmästaren Johann Friedrich Weskott företaget Bayer AG 1863 som Friedr. Bayer & Co.